# بطولة إفريقيا لكرة القدم للشباب 2005
بطولة أفريقيا لكرة القدم للشباب 2005 (بطولة أورانج الشباب الأفريقية لأسباب الرعاية) هي مسابقة كرة قدم لمستوى تحت 20 سنة للفرق الوطنية في أفريقيا تكفلت بنين بتنظيمها.
كانت البطولة بمثابة تصفيات لكأس العالم للشباب تحت 20 سنة 2005 بهولندا، وقد تأهلت أربعة منتخبات إلى كأس العالم.

## التصفيات

### الدور التمهيدي
انسحبت بوروندي وموريشيوس. ونتيجة لذلك، تأهلت جمهورية الكونغو وليسوتو إلى الدور التالي.
| الفريق الأول | إجم.   | الفريق الثاني | مباراة الذهاب | مباراة الإياب |
| ------------ | ------ | ------------- | ------------- | ------------- |
| ليبيا        | 2–2(a) | النيجر        | 2–2           | 0–0           |
| سيراليون     | (a)1–1 | غامبيا        | 0–0           | 1–1           |
| السودان      | 3–1    | الصومال       | 1–0           | 2–1           |
| إرتريا       | 0–1    | رواندا        | 0–1           | 0–0           |
| ناميبيا      | 0–5    | بوتسوانا      | 0–0           | 0–5           |

### الدور الأول
انسحبت جمهورية الكونغو والكونغو كينشاسا وإثيوبيا والغابون وتنزانيا. ونتيجة لذلك، تأهلت الكاميرون ونيجيريا وزامبيا وغانا وزيمبابوي إلى الدور التالي.
| الفريق الأول | إجم.         | الفريق الثاني | مباراة الذهاب | مباراة الإياب |
| ------------ | ------------ | ------------- | ------------- | ------------- |
| الجزائر      | 1–3          | النيجر        | 1–2           | 0–1           |
| المغرب       | 3–1          | سيراليون      | 3–0           | 0–1           |
| مصر          | 4–0          | السودان       | 4–0           | 0–0           |
| جنوب إفريقيا | 2–2(a)       | ليسوتو        | 2–1           | 0–1           |
| موزمبيق      | 1–4          | رواندا        | 1–0           | 0–4           |
| أنغولا       | 5–2          | بوتسوانا      | 3–0           | 2–2           |
| ساحل العاج   | 2–2 (p: 5–4) | غينيا         | 2–0           | 0–2           |
| تونس         | 1–1 (p: 3–5) | بوركينا فاسو  | 1–0           | 0–1           |
| مالي         | 3–1          | السنغال       | 3–1           | 0–0           |

### الدور الثاني
تم استبعاد النيجر من قبل الفيفا. تبادلت كل من ليسوتو وزيمبابوي الاتهامات باستخدام لاعبين تجاوزوا العمر، لكن لم يتم اتخاذ أي إجراء.
| الفريق الأول | إجم.   | الفريق الثاني | مباراة الذهاب | مباراة الإياب |
| ------------ | ------ | ------------- | ------------- | ------------- |
| المغرب       | DSQ    | النيجر        | 4–0           | لم تُلعب       |
| زامبيا       | 2–3    | مصر           | 2–0           | 0–3           |
| زيمبابوي     | 0–3    | ليسوتو        | 0–0           | 0–3           |
| أنغولا       | 1–0    | رواندا        | 1–0           | 0–0           |
| غانا         | 1–2    | ساحل العاج    | 0–1           | 1–1           |
| نيجيريا      | 5–2    | بوركينا فاسو  | 2–0           | 3–2           |
| مالي         | (a)2–2 | الكاميرون     | 1–0           | 1–2           |

## المنتخبات المتأهلة
تأهلت المنتخبات التالية للبطولة:
- أنغولا
- بنين (المُستضيف)
- ساحل العاج
- مصر
- ليسوتو
- مالي
- المغرب
- نيجيريا

## دور المجموعات

### المجموعة 1
| المُنتخب    | لعب | ف | ت | خ | أ.له | أ.ع | أ.ف | نقاط |
| ---------- | --- | - | - | - | ---- | --- | --- | ---- |
| نيجيريا    | 3   | 3 | 0 | 0 | 7    | 1   | +6  | 9    |
| بنين       | 3   | 1 | 1 | 1 | 7    | 7   | 0   | 4    |
| ساحل العاج | 3   | 1 | 0 | 2 | 2    | 5   | –3  | 3    |
| مالي       | 3   | 0 | 1 | 2 | 4    | 7   | –3  | 1    |

| ساحل العاج          | 0-1 | مالي |
| ------------------- | --- | ---- |
| Abdramane Diaby 61' |     |      |

| بنين | 3-0 | نيجيريا                                                  |
| ---- | --- | -------------------------------------------------------- |
|      |     | تاي تايوو 25' (pen) · David Adwo 34' · فيكتور أوبينا 46' |

| نيجيريا            | 3-1 | مالي                                                                |
| ------------------ | --- | ------------------------------------------------------------------- |
| Kalifa Dembele 55' |     | دفيد سالومون ابو 45' · سولومون اوكورونكو 81' · أولوبايو أديفيمي 84' |

| ساحل العاج    | 4-1 | بنين                                                                   |
| ------------- | --- | ---------------------------------------------------------------------- |
| يدي ظاهري 90' |     | Coffi Agbessi 37' · Gariga Maiga 49' · 80' (pen) · Mathieu Adeniyi 52' |

| نيجيريا       | 0-1 | ساحل العاج |
| ------------- | --- | ---------- |
| تاي تايوو 78' |     |            |

| بنين                                                        | 3-3 | مالي                                                   |
| ----------------------------------------------------------- | --- | ------------------------------------------------------ |
| رومالد بوكو 31' · Bachirou Osseni 40' · رزاق أوموتويوسي 44' |     | Kalifa Dembele 27' · بوبكر كيبي 35' · Koniba Ladji 65' |

### المجموعة 2
| المُنتخب | لعب | ف | ت | خ | أ.له | أ.ع | أ.ف | نقاط |
| ------- | --- | - | - | - | ---- | --- | --- | ---- |
| مصر     | 3   | 2 | 1 | 0 | 7    | 3   | +4  | 7    |
| المغرب  | 3   | 2 | 1 | 0 | 5    | 2   | +3  | 7    |
| ليسوتو  | 3   | 1 | 0 | 2 | 3    | 7   | –4  | 3    |
| أنغولا  | 3   | 0 | 0 | 3 | 1    | 4   | –3  | 0    |

| مصر                    | 0-1 | أنغولا |
| ---------------------- | --- | ------ |
| إسلام عادل 20' (ركلة.) |     |        |

| المغرب                               | 0-2 | ليسوتو |
| ------------------------------------ | --- | ------ |
| رشيد تيبركانين 63' · طارق بندامو 80' |     |        |

| أنغولا           | 2-1 | ليسوتو                                     |
| ---------------- | --- | ------------------------------------------ |
| Manuel Zando 27' |     | Dlomo Monaphathi 40' · Bokang Mothoana 45' |

| المغرب                           | 2-2 | مصر                               |
| -------------------------------- | --- | --------------------------------- |
| محسن ياجور 49' · طارق بندامو 76' |     | Mahmoud Alla 46' · إسلام صيام 84' |

| أنغولا | 1-0 | المغرب         |
| ------ | --- | -------------- |
|        |     | محسن ياجور 39' |

| مصر                                                                              | 1-4 | ليسوتو                 |
| -------------------------------------------------------------------------------- | --- | ---------------------- |
| Abdou Abdallah 7' · Farag Ahmed 12' · محمد عبد الله مازدا 75' · Mahmoud Alla 82' |     | Lintho Korie 88' (pen) |

## دور خروج المغلوب
|  | نصف النهائي | نصف النهائي |   |            | النهائي       | النهائي |  |
|  |             |             |   |            |               |         |  |
|  | 26 يناير -  |             |   |            |               |         |  |
|  | نيجيريا     | 2(5)        |   |            |               |         |  |
|  | المغرب      | 2(3)        |   |            |               |         |  |
|  |             |             |   |            |               |         |  |
|  |             |             |   |            | 29 يناير -    |         |  |
|  |             |             |   |            | نيجيريا       | 2       |  |
|  |             | مصر         | 0 |            |               |         |  |
|  |             |             |   |            |               |         |  |
|  |             |             |   |            |               |         |  |
|  |             |             |   |            | المركز الثالث |         |  |
|  | 26 يناير -  | 26 يناير -  |   | 29 يناير - | 29 يناير -    |         |  |
|  | مصر         | 1(3)        |   | المغرب     | 1(3)          |         |  |
|  | بنين        | 1(1)        |   |            | بنين          | 1(5)    |  |

### نصف النهائي
| نيجيريا                                    | 2-2 | المغرب              |
| ------------------------------------------ | --- | ------------------- |
| سولومون اوكورونكو 53' · فيكتور أوبينا 114' |     | محسن ياجور 11' 101' |
| ركلات الترجيح                              |     |                     |
|                                            | 5-3 |                     |

| مصر            | 1-1 | بنين         |
| -------------- | --- | ------------ |
| إسلام عادل 83' |     | أبو مايغا 3' |
| ركلات الترجيح  |     |              |
|                | 3-1 |              |

### مباراة المركز الثالث
| المغرب         | 1-1 | بنين                  |
| -------------- | --- | --------------------- |
| محسن ياجور 11' |     | Abdoulaye Ouzerou 45' |
| ركلات الترجيح  |     |                       |
|                | 3-5 |                       |

### النهائي
| نيجيريا              | 2-0 | مصر |
| -------------------- | --- | --- |
| إسحاق بروميس 45' 55' |     |     |

| بطولة أفريقيا لكرة القدم للشباب 2005 |
| ------------------------------------ |
| · نيجيريا · للمرة الخامسة            |

## المُتأهلون لبطولة العالم للشباب
تأهلت أربعة منتخبات لبطولة العالم للشباب لكرة القدم 2005.
- نيجيريا
- مصر
- بنين
- المغرب

## مقتل ساميو يسوفو
بعد خسارة بنين 3-0 أمام نيجيريا في يوم الافتتاح، غضب مشجعو بنين من الحارس ساميو يسوفو مُعتبرينه المسؤول عن الخسارة. لذا اقتحموا حانة في الفندق عندما بدأ يسوفو بشرب الكحول لأول مرة. أخذوا قوارير زجاجية وحطموها عليه وطعنوه بسكين وعذبوه بعصي الضرب. ثم غادروا الحانة مما تسبب في سقوط يسوفو على الأرض ومات. ومع ذلك، فإن هذا لم يوقف البطولة التي استمرت، وواصلت بنين حتى حصلت على المركز الثالث وتأهلت لكاس العالم.

## وصلات خارجية
- النتائج على موقع rsssf.com